# ハイグ・パティジアン
ハイグ・パティジアン（Haig Patigian、アルメニア語: Հայկ Բադիկեան, 1876年1月22日 - 1950年9月19日）は、アルメニア系アメリカ人の彫刻家である。

## 略歴
オスマン帝国のヴァンでアメリカの宗教団体が運営するミッション・スクールの教師の息子に生まれた。1891年にアメリカに移り、カリフォルニア州フレズノに住んだ。1899年からカリフォルニア州立大学付属マーク・ホプキンス美術学校で学んだ。1906年から1907年にかけて、パリに留学し、画家のアルベール・マルケに学び、1907年にパリの展覧会に寓意的な彫刻"Ancient History（古代の歴史）"を出展した。
1908年に結婚し、その後はサンフランシスコに住み、おもにカリフォルニア州内の各地のモニュメント、有名な人物の彫像や、装飾彫刻を制作した。作品のスタイルは写実的で、モダニズムのスタイルには批判的であったとされる。
サンフランシスコの芸術愛好団体「ボヘミアンクラブ」の活動的なメンバーになり、2期会長も務めた。1929年のクラブの年次式典「Cremation of Care」の中心となったクラブのマスコットのフクロウに因む「Owl Shrine（フクロウ神殿）」もデザインした 。
ハイグ・パティジアンの彫刻作品にはサンフランシスコのエイブラハム・リンカーン記念碑や、2006年まで国立彫像ホール・コレクションに展示されたトマス・スター・キングの彫像などがある。

## 作品

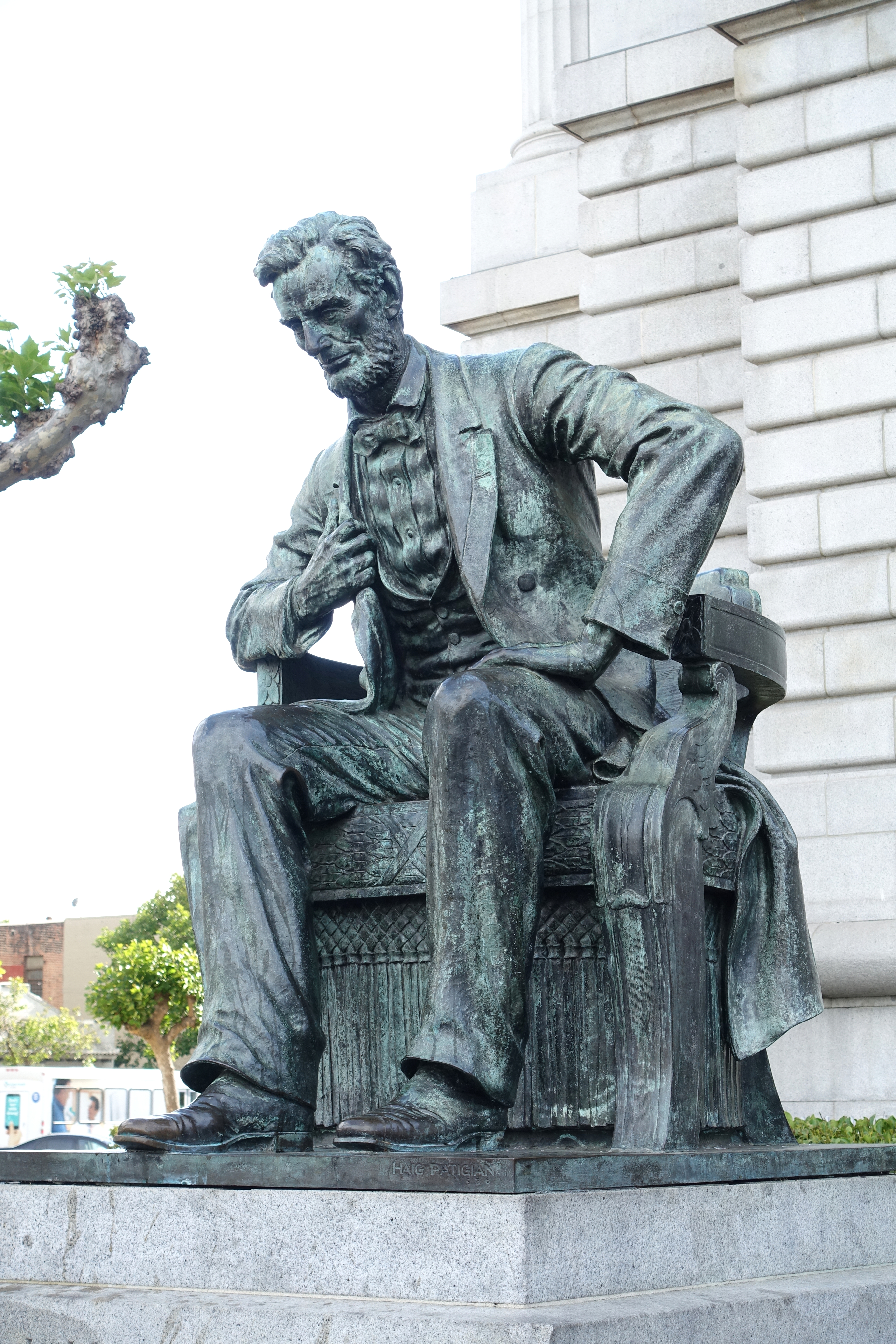
エイブラハム・リンカーン(1926)
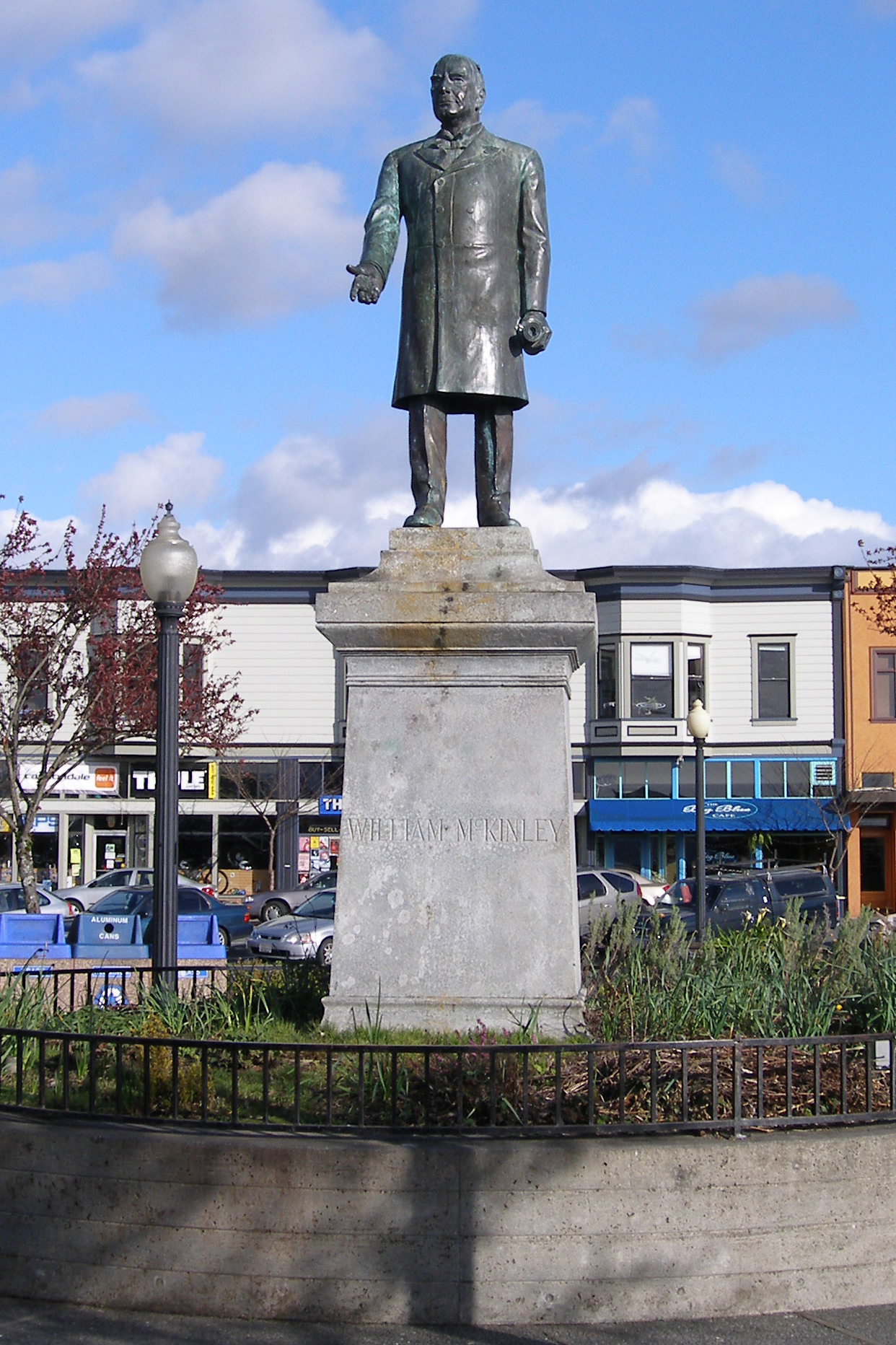
ウィリアム・マッキンリー(大統領)　(1906)
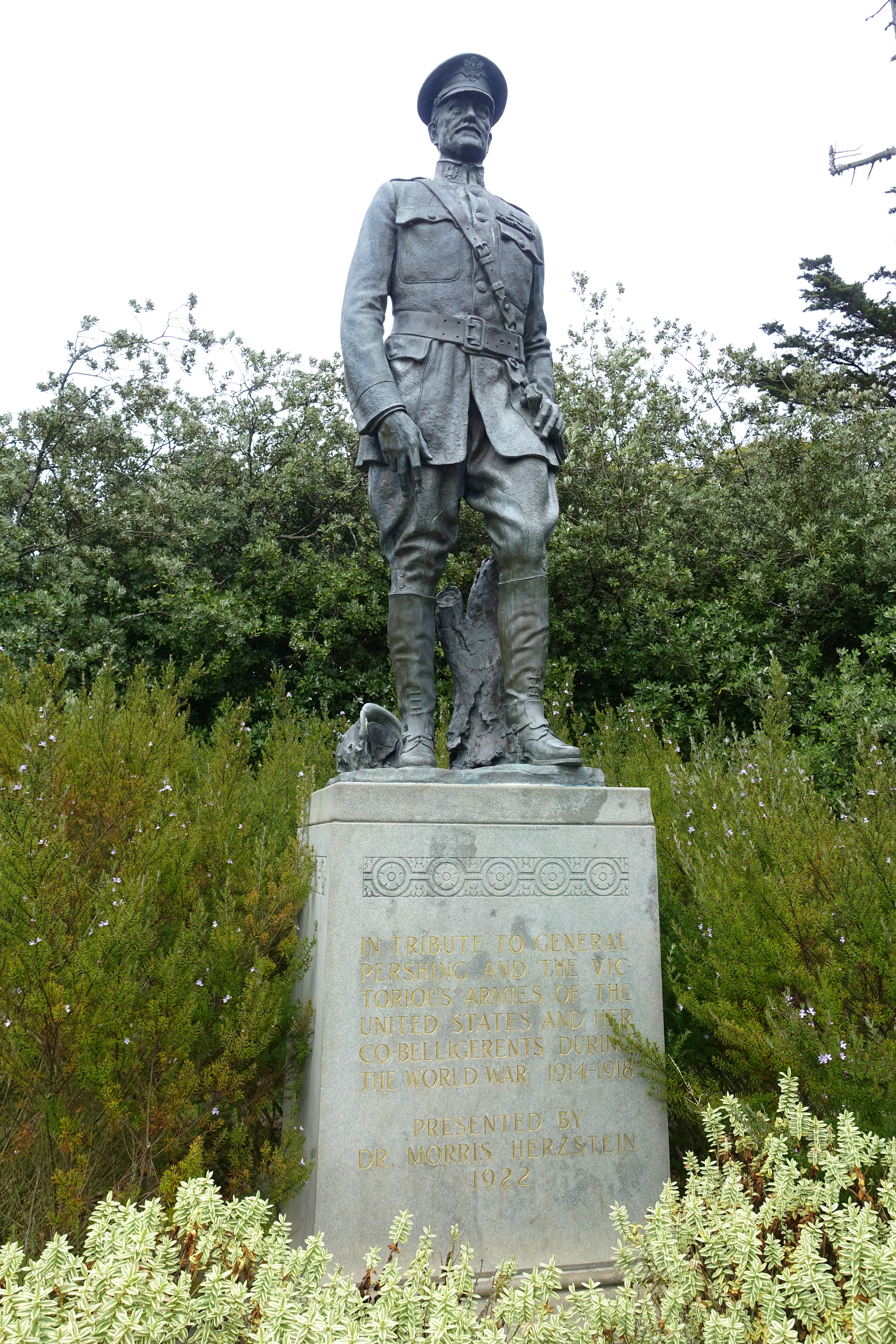
ジョン・パーシング将軍
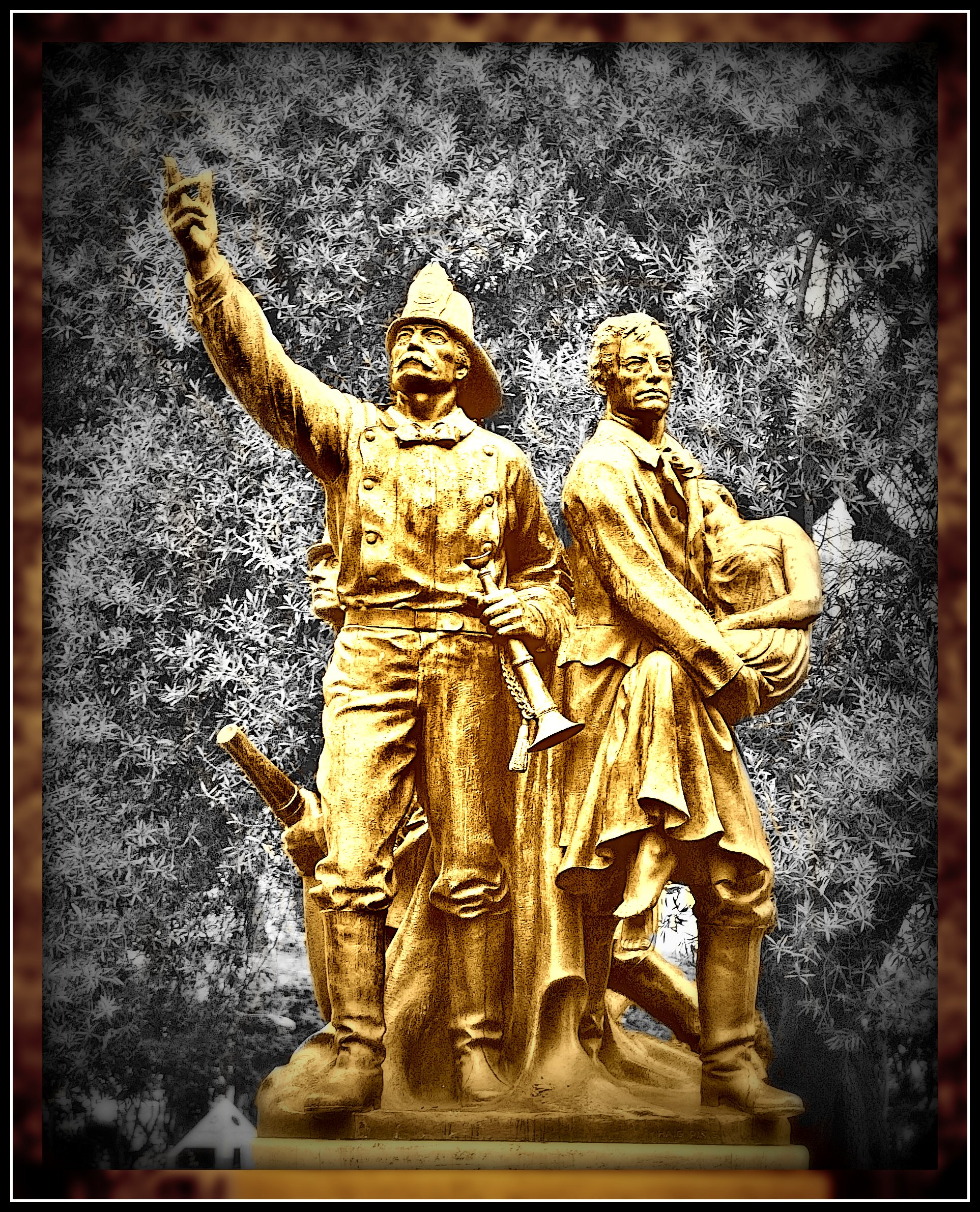
Volunteer Fire Department Statue
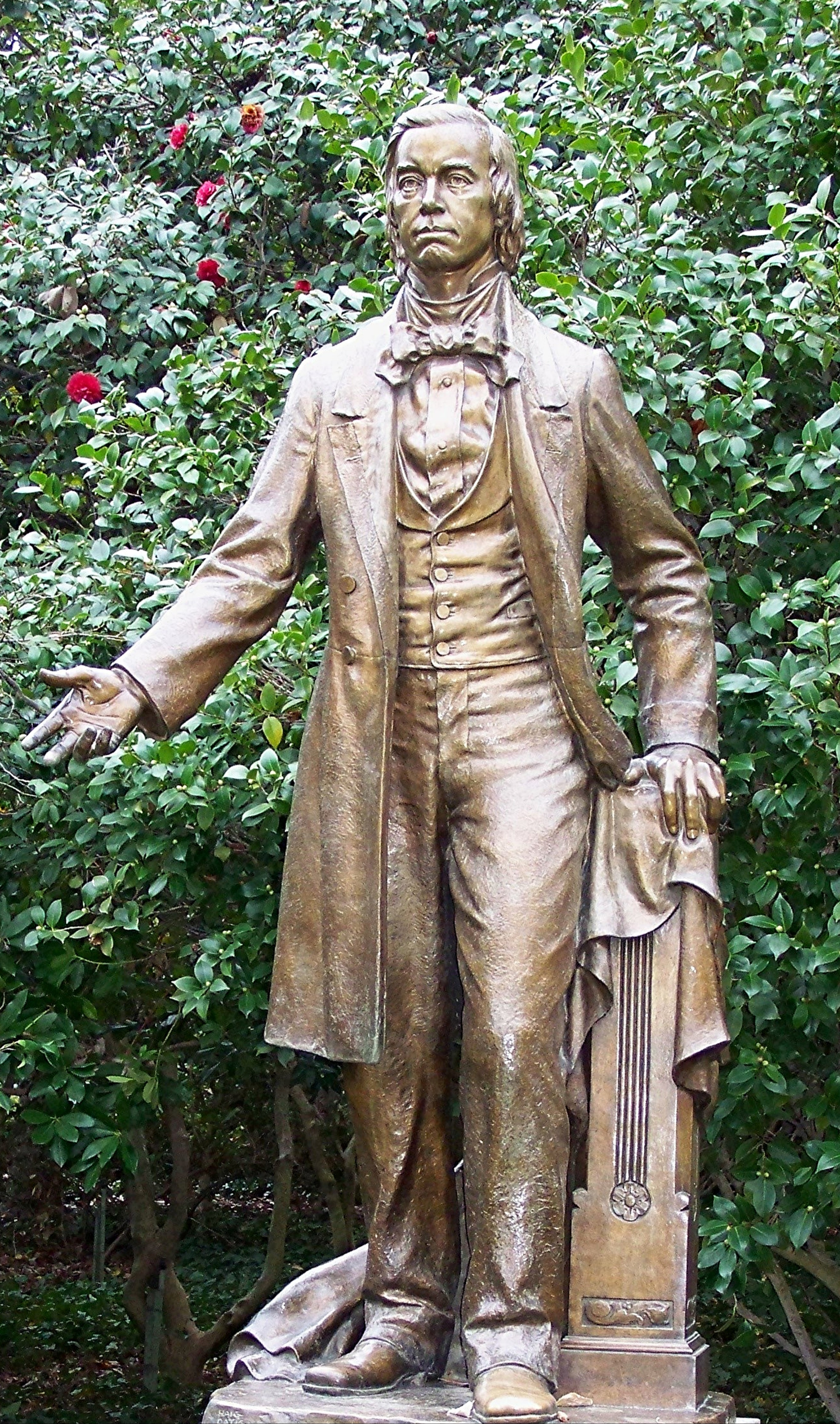
トマス・スター・キング